# Airbourne
Airbourne er et australsk rockband fra Warrnambool i Victoria, Australien.

## Historie

### Dannelsen
Bandet blev dannet i 2003 af brødrene Joel og Ryan O'Keeffe. Joel fik sin første guitar som 11-årig, og da Ryan havde samme alder fik han sit første trommesæt. Joel mødte guitaristen Dave Roads, da de begge arbejdede på Hotel Warrnambool. Efter arbejdet jammede de sammen og kom med ideer til sange. Dette førte til, at Dave blev inviteret til at slutte sig til brødrene. Bassisten Justin Street mødte Joel en nat, mens han vaklede hjem efter en fest. Det viste sig at Joels nye ven kunne spille bas, og var interesseret i at spille i et band, der ville flytte til Melbourne. Airbourne var således samlet.

### Ready to Rock
Airbournes EP Ready to Rock udkom i 2004. I begyndelsen af 2005 flyttede bandet til Melbourne, hvor de senere på året fik en fem-albums-kontrakt med Capitol Records, og bandet har siden været opvarmningsband for Mötley Crüe, Motörhead og Rolling Stones. De har desuden spillet på flere festivaler.

### Runnin' Wild
I 2006 flyttede Airbourne til USA for at indspille deres første internationale studiealbum, Runnin' Wild, med produceren Bob Marlette. Albummet blev udgivet i Australien d. 23 juni 2007. Sammen med albummet blev tre singler udgivet: "Runnin' Wild", "Too Much, Too Young, Too Fast" og "Diamond In the Rough". Nogle måneder inden udgivelsen – 19. februar – havde Capitol Records opsagt kontrakten, men albummet blev i Australien udgivet gennem EMI i stedet. I resten af verden stod Roadrunner Records for distributionen.
Den 2. september 2008 bragte MetalSucks et interview med Joel O'Keeffe hvor han kommenterede de mange sammenligninger mellem Airbourne og AC/DC.
| Citat         | I disse dage, vil man, lige meget hvem man er, blive sammenlignet med alle andre, og specielt hvis man er fra Australien og lyder ligesom os. At blive sammenlignet med det bedste rock'n'roll-band, der stadig er på scenen og snart udgiver et nyt album - der findes ikke bedre kompliment | Citat |
| Joel O'Keeffe | |       |

### No Guts. No Glory.
I Kerrang! d. 17. januar 2009 afslørede Joel O'Keeffe at bandet var begyndt at lave albummet på Criterion Hotel, den pub hvorpå de spillede deres første koncerter i hjembyen Warrnambool. "Vi får alt vores udstyr sat til og gør klar til australsk pub-rock skrevet på en australsk rock-pub.
Det færdige album, No Guts. No Glory., blev udgivet den 8. marts 2010.